# Volovăț
Volovăț is een Roemeense gemeente in het district Suceava.
Volovăț telt 5101 inwoners.